# Chung Jae-won
Chung Jae-won (Koreanisch:정재원, 鄭在源; * 21. Juni 2001 in Seoul) ist ein südkoreanischer Eisschnellläufer.

## Werdegang
Chung startete zu Beginn der Saison 2017/18 in Heerenveen im Weltcup. Dort wurde er Siebter in der B-Gruppe über 5000 m und erreichte mit Platz drei im Massenstart seine erste Podestplatzierung im Weltcup. Es folgten weitere Teilnahmen in der B-Gruppe und ein neunter Platz im Massenstart in Salt Lake City. Beim Saisonhöhepunkt, den Olympischen Winterspielen 2018 in Pyeongchang, gewann er die Silbermedaille in der Teamverfolgung und errang zudem den achten Platz im Massenstart. Im März 2018 holte er bei den Juniorenweltmeisterschaften in Salt Lake City über 5000 m und in der Teamverfolgung jeweils die Goldmedaille und erreichte zum Saisonende den zehnten Platz im Massenstart-Weltcup.

## Persönliche Bestzeiten
- 500 m 36,94 s (aufgestellt am 9. März 2018 in Salt Lake City)
- 1000 m 1:11,60 min (aufgestellt am 15. Februar 2019 in Baselga di Pinè)
- 1500 m 1:45,55 min (aufgestellt am 9. März 2018 in Salt Lake City)
- 3000 m 3:42,95 min (aufgestellt am 2. März 2018 in Salt Lake City)
- 5000 m 6:19,13 min (aufgestellt am 1. Dezember 2017 in Calgary)
- 10.000 m 13:35,08 min (aufgestellt am 17. Dezember 2022 in Calgary)

## Weltcupsiege im Einzel
| Nr. | Datum           | Ort            | Disziplin   |
| --- | --------------- | -------------- | ----------- |
| 1.  | 8. März 2020    | Heerenveen     | Massenstart |
| 2.  | 26. Januar 2024 | Salt Lake City | Massenstart |